# والاپای (آریزونا)
والاپای (به انگلیسی: Walapai) یک منطقهٔ مسکونی در ایالات متحده آمریکا است که در شهرستان موهاوی، آریزونا واقع شده‌است. والاپای ۱٬۰۰۷٫۹۹ متر بالاتر از سطح دریا واقع شده‌است.